# Tobias Frohnhöfer
Tobias Frohnhöfer (* 1990 in Ludwigshafen) ist ein deutscher Jazzmusiker (Vibraphon, Schlagzeug, Komposition).

## Leben und Wirken
Frohnhöfer erhielt bereits mit sieben Jahren ersten Schlagzeugunterricht bei Christian Scheuber, der ihn in den Jazz einführte. Auf der weiterführenden Schule nahm er zudem  Klavierunterricht bei Regina Litvinova sowie Vibraphonunterricht bei Claus Kiesselbach. Er gründete seine erste Jazz-Band namens Jatzt!-Trio, mit der er auf mehreren europäischen Jazz-Festivals spielte und zwei Alben aufnahm, sowie den Europäischen Jazz-Wettbewerb in Italien und den Jugend-jazzt-Wettbewerb in Deutschland gewann. Dann studierte er an der Hochschule für Musik und Darstellende Kunst Mannheim bei Tom van der Geld und Claus Kiesselbach sowie 2014  ein Jahr in den USA an der Wesleyan University bei Jay Hoggard, Pheeroan akLaff, David P. Nelson und Noah Baerman; zudem nahm er in New York City Privatunterricht bei Victor Lewis, Ralph Peterson und John Riley. Aktuell absolvierte er sein Masterstudium an der Hochschule für Musik und Theater Hamburg.
Mit seinem amerikanischen Trio entstand Frohnhöfers Album Informal (2017), das bei Resonant Motion erschien. Zurück in Deutschland gründete er das Jazz-Quintett Bilderband mit Antoine Spranger, Johannes Mann, Daniel Buch und Lukas Hatzis. Aufnahmen mit dieser Band und mit seiner Concert Band, zu der außer seinen Lehrern Christian Scheuber und Regina Litvinova noch Richard Beirach gehört, bilden die Doppel-CD Presenting Tobias Frohnhöfer, die 2019 bei Unit Records erschien. Er tourte durch Europa, Asien, Afrika und die Vereinigten Staaten und nahm weitere Alben als Schlagzeuger und Vibraphonist mit Fabian Schöne und Lars Reichow auf. 2022 gehörte er mit Tilman Oberbeck zum neuen Trio von Richie Beirach. Überdies begleitet er Silke Hauck.
Frohnhöfer unterrichtet seit 2017 an der Städtischen Musikschule Ludwigshafen Schlagzeug und Vibraphon.

## Preise und Auszeichnungen
Mit Bilderband errang Frohnhöfer 2016 den ersten Preis des Future Sounds-Wettbewerbs im Rahmen der Leverkusener Jazztage und war 2017 Finalist beim Europäischen Burghauser Nachwuchs-Jazzpreis. 2021 erhielt er den Jazzpreis der Stadt Worms.